# Веррелл, Чек
Чек Веррелл (англ. Cec Verrell; род. 7 апреля 1958) — американская актриса, наиболее известна по участию в фильмах «Полиция нравов Голливуда» (1986), «Шёлк» (1986), «Переполох в городе жаб» (1987) и «Три сердца» (1993).
Окончила актёрскую карьеру в 2001 году.

## Биография и карьера
Сесилия Мари Веррелл родилась 7 апреля 1958 года. Взяла себе творческий псевдоним Чек Веррел. Дебютировала в 25 лет в сериале «Рыцарь дорог» в 1983.
Впервые на широком экране появилась в 1984, сыграв небольшую роль проститутки в боевике «Бунт роботов», затем последовали более значительные роли, в таких фильмах как «Полиция нравов Голливуда», «Шёлк» и «Переполох в городе жаб». Также снималась в эпизодах сериалов «Династия», «Закон Лос-Анджелеса», «Весёлая компания», «Охотник», «Мэтлок» и многих других.
В 1988 играла главную роль лейтенанта Рутковски в недолго просуществовавшем телесериале канала ABC Network «Supercarriers», повествующем о американских военных лётчиках. Сериал был закрыт после трансляции 8 серий. В 1989 появилась в телевизионном фильме «Ник Найт» в роли вампирши Джанетт ДюШарм.
В 1993 появилась в качестве приглашённой звезды в сериале «Секретные материалы» в эпизоде «Lazarus».

## Фильмография
| Год  |    | Русское название           | Оригинальное название  | Роль                                                                                     |
| ---- | -- | -------------------------- | ---------------------- | ---------------------------------------------------------------------------------------- |
| 1983 | с  | Рыцарь дорог               | Knight Rider           | Пэтти (серия «Short Notice»), в титрах не указана                                        |
| 1984 | с  | Династия                   | Dynasty                | медсестра (серия «A Little Girl»)                                                        |
| 1984 | ф  | Бунт роботов               | Runaway                | проститутка                                                                              |
| 1986 | ф  | Полиция нравов Голливуда   | Hollywood Vice Squad   | Джуди                                                                                    |
| 1986 | с  | Закон Лос-Анджелеса        | L.A. Law               | Анджела Сиприано (серии «Pilot», «The House of the Rising Flan» и «The Venus Butterfly») |
| 1986 | ф  | Шёлк                       | Silk                   | Дженни «Силк» Слейтон                                                                    |
| 1987 | ф  | Глаз орла                  | Eye of the Eagle       | Крис Чендлер                                                                             |
| 1987 | с  | Стингрей                   | Stingray               | Барбара, агент DEA (серия «One Way Ticket to the End of the Line»)                       |
| 1987 | ф  | Переполох в городе жаб     | Hell Comes to Frogtown | Сентинелла                                                                               |
| 1988 | с  | Весёлая компания           | Cheers                 | Дженнифер МакКолл (серия «Let Sleeping Drakes Lie»)                                      |
| 1988 | с  | Supercarrier               | Supercarrier           | лейтенант Рут Рутковски (главная роль; 1 сезон)                                          |
| 1988 | ф  | Превращения                | Transformations        | Антония                                                                                  |
| 1989 | с  | Охотник                    | Hunter                 | Айрис Смит (серии «City Under Siege: Part 1, 2, 3»)                                      |
| 1989 | тф | Ник Найт                   | Nick Knight            | Джанетт ДюШарм                                                                           |
| 1989 | с  | Мэтлок                     | Matlock                | Шейла Карвер (серия «The Clown»)                                                         |
| 1990 | с  | Джейк и Толстяк            | Jake and the Fatman    | Алекс (серия «'Round Midnight»)                                                          |
| 1992 | ф  | Лунное безумие             | Mad at the Moon        | Салли                                                                                    |
| 1993 | ф  | Три сердца                 | Three of Hearts        | Эллисон                                                                                  |
| 1994 | с  | Космические спасатели      | Space Rangers          | Ри (серия «To Be... Or Not to Be»)                                                       |
| 1994 | с  | Секретные материалы        | The X Files            | Лула Филлипс (серия «Lazarus»)                                                           |
| 1994 | с  | Она написала убийство      | Murder, She Wrote      | Джоэллен Уоллер (серия «Murder of the Month Club»)                                       |
| 1996 | с  | Полиция Нью-Йорка          | NYPD Blu               | Гейл Келлер (серия «Girl Talk»)                                                          |
| 1997 | с  | Крылья                     | Wings                  | Ванда Харрисон (серия «Hosed»)                                                           |
| 1997 | ф  | Цена невинности            | The Price of Kissing   | мама Ренни                                                                               |
| 1999 | с  | Эйр Америка                | Air America            | Сандра Кейси (серия «The Court-Martial of Rio Arnett»)                                   |
| 1999 | с  | Скорая помощь              | ER                     | миссис Кейси (серия «Responsible Parties»)                                               |
| 2001 | ф  | Хорошие парни плохо кончат | Nice Guys Finish Dead  | Шона                                                                                     |